# Nikolčice
Nikolčice (německy Nikoltschitz) jsou obec v okrese Břeclav v Jihomoravském kraji. Žije zde 802 obyvatel. Obec se nachází ve Velkopavlovické vinařské podoblasti (viniční tratě: Půtně, Podlétně, Neuperk, Zece). Obec je součástí Mikroregionu Hustopečsko a Regionu Cezava.

## Název
Název se vyvíjel od varianty Niklicz (1298), Nicoltschicz (1365), Nykulčice (1490), Nikohlschitz (1673), Nicoltschitz (1718), Nickolschitz (1751), Nikoltschitz a Mikulčice (1846), NIkollschitz a Nikolšice (1850), Nikoltschitz a Nikolčice (1872) až k podobě Nikolčice v roce 1924. Místní jméno původně znělo Mikulčice a vzniklo z některého z osobních jmen Mikul, Nikul či Nikol.

## Historie
První písemná zmínka o Nikolčicích se nachází ve falzu z 12. století a hlásí se k roku 1046. Zakládací listina staroboleslavské kapituly svědčí o tom, že obec byla kapitule darována knížetem Břetislavem spolu s dalšími vesnicemi. Listina dokládá také změnu názvu obce, píše se v ní nikoli o Nikolčicích, ale o Mikulčicích (Mikulcice) na půdě Hustopečska. Kapitula držela majetek v Nikolčicích ještě v roce 1356. Následně byla ves opakovaně dávána do zástavy. Roku 1486 Nikolčice získal Vilém II. z Pernštejna a počátkem 16. století je připojil ke svému židlochovickému panství. K tomuto panství pak Nikolčice náležely až do zrušení patrimoniání správy v roce 1848. Vlastníky byly postupně Žerotínové, Adam z Valdštejna, Sinzendorfové a Ditrichštejnové. Od nich koupili panství roku 1819 Habsburkové.

## Obyvatelstvo
Podle sčítání 1930 zde žilo v 229 domech 1092 obyvatel, z nichž se 1091 hlásilo k československé národnosti. Žilo zde 736 římských katolíků, 354 evangelíků a 1 žid.

### Struktura
Vývoj počtu obyvatel za celou obec i za jeho jednotlivé části uvádí tabulka níže, ve které se zobrazuje i příslušnost jednotlivých částí k obci či následné odtržení.
| Místní části   | Místní části   | 1896 | 1880 | 1890 | 1900  | 1910  | 1921  | 1930  | 1950 | 1961 | 1970 | 1980 | 1991 | 2001 | 2011 | 2021 |
| -------------- | -------------- | ---- | ---- | ---- | ----- | ----- | ----- | ----- | ---- | ---- | ---- | ---- | ---- | ---- | ---- | ---- |
| Počet obyvatel | část Nikolčice | 896  | 855  | 964  | 1 007 | 1 052 | 1 117 | 1 092 | 885  | 882  | 831  | 790  | 707  | 770  | 784  | 760  |
| Počet domů     | část Nikolčice | 183  | 190  | 198  | 202   | 199   | 193   | 229   | 235  | 235  | 220  | 216  | 247  | 254  | 274  | 279  |

## Obecní správa

### Obecní symboly
Znak a vlajka byly obci uděleny rozhodnutím předsedy Poslanecké sněmovny Parlamentu České republiky dne 14. ledna 2000.

## Pamětihodnosti
- Kostel svatého Jakuba Staršího – pozdně barokní jednolodní kostel, vystavěný v letech 1777–1779 podle návrhu Jana Karla Hromádka
- Evangelický kostel z roku 1862, modernisticky upravený v roce 1952
- Smírčí kříž U Josífka, postavený na paměť zabití pana Konradta Schallera roku 1663 při tatarském vpádu (katastr Diváky)

## Rodáci
- Ludvík Klobása – českobratrský evangelický duchovní

## Galerie

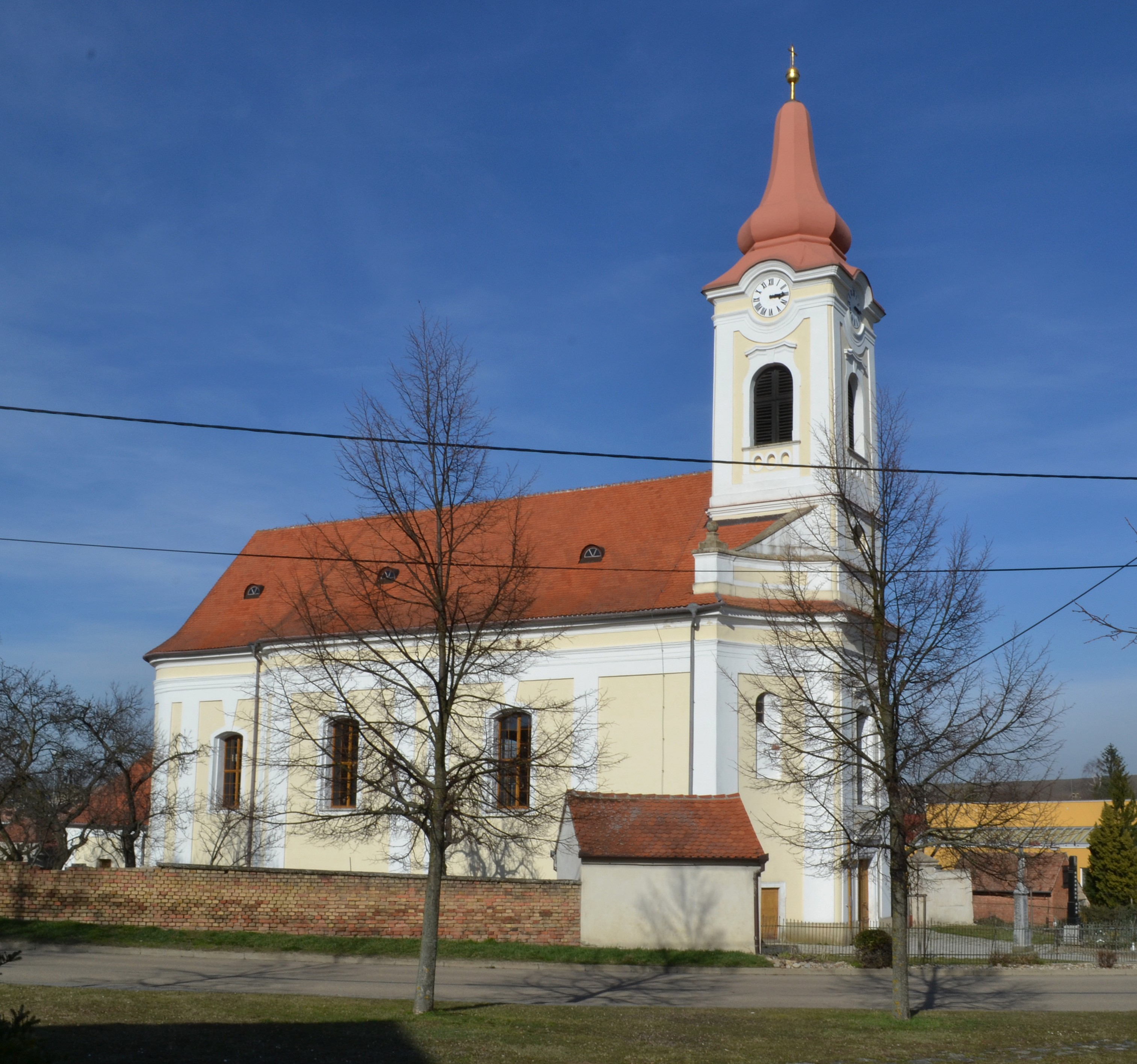
kostel svatého Jakuba Staršího
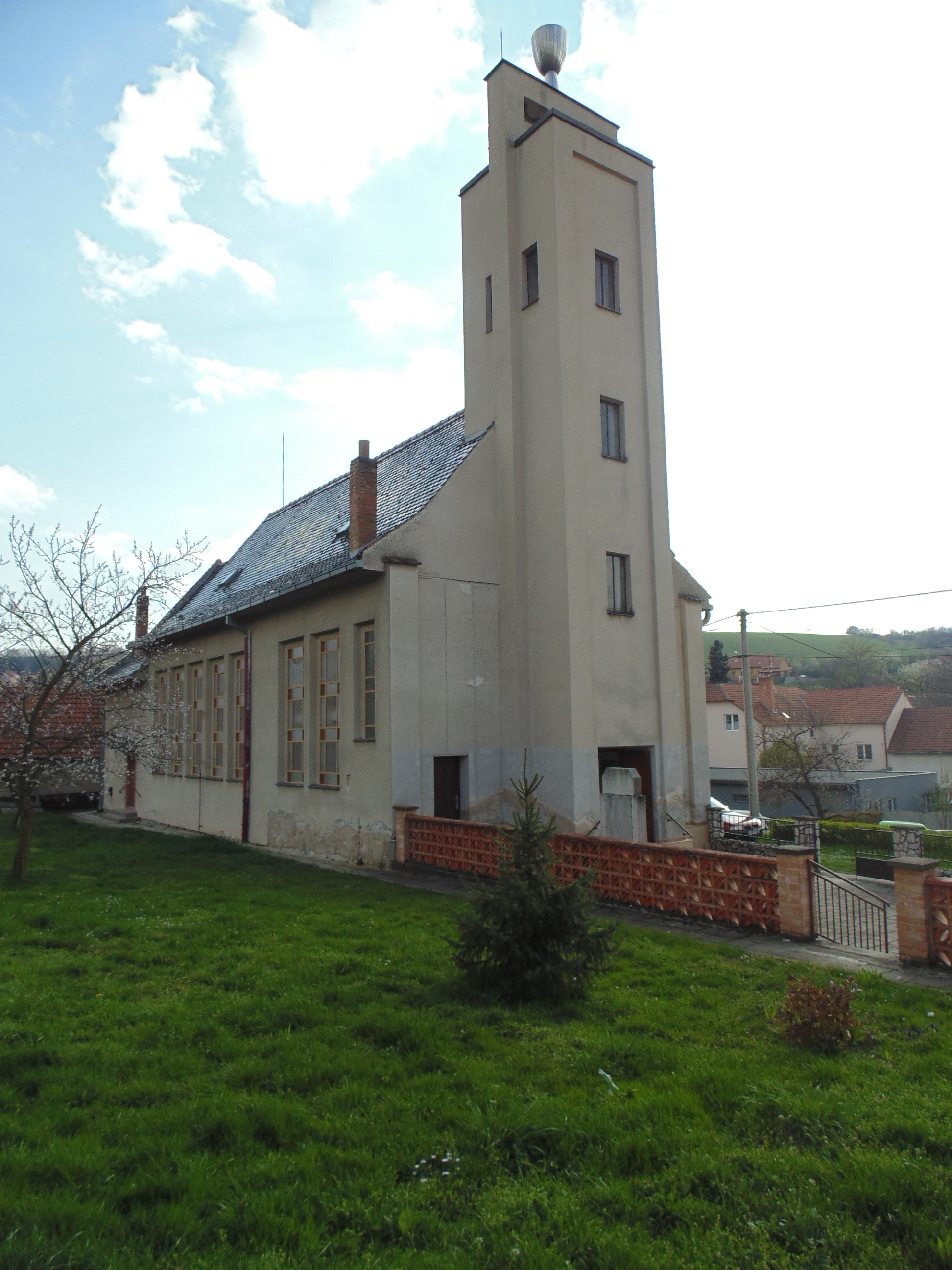
evangelický kostel
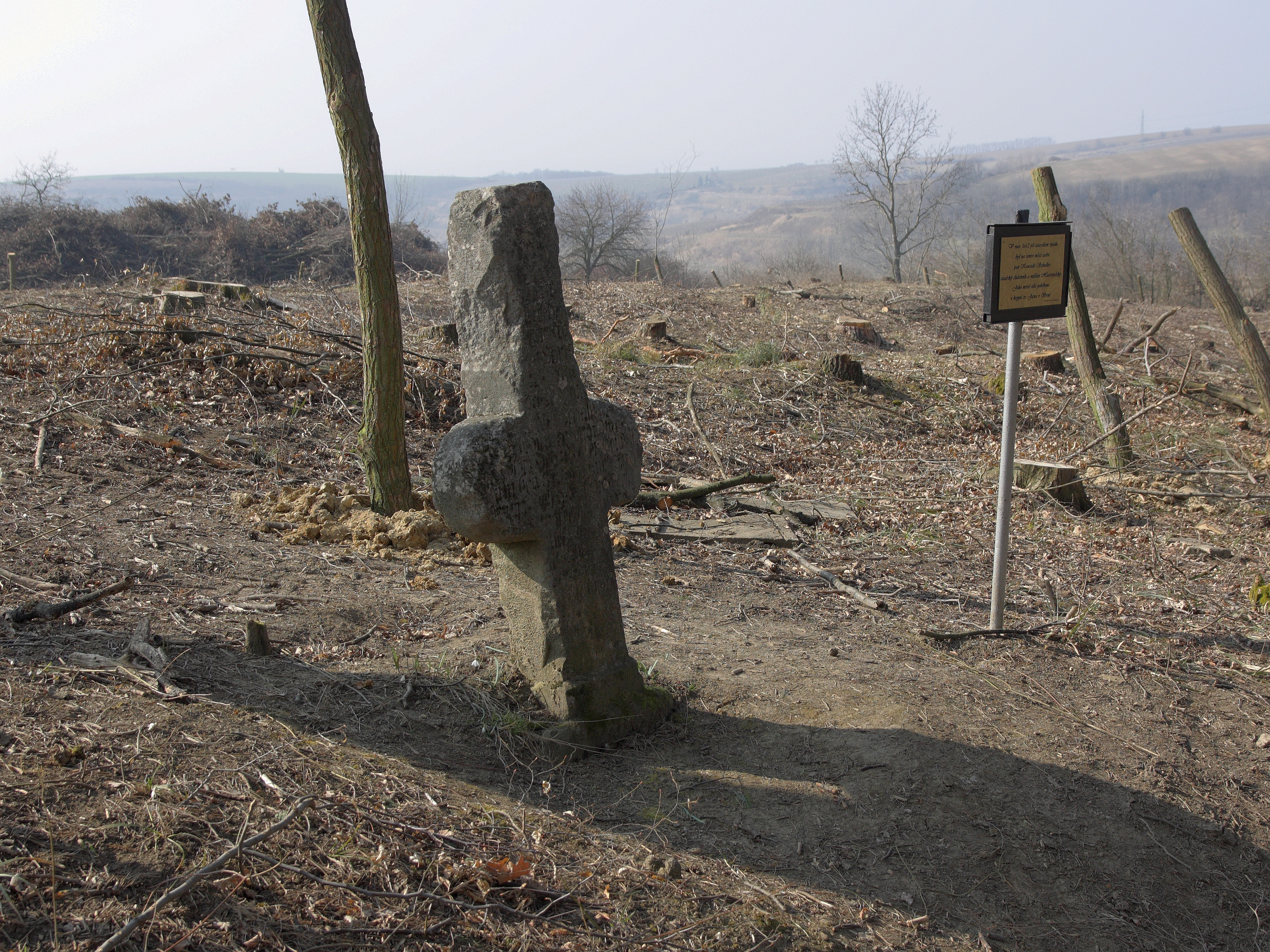
smírčí kříž U Josífka